# Sanys coenotype
Sanys coenotype är en fjärilsart som beskrevs av George Francis Hampson 1926. Sanys coenotype ingår i släktet Sanys och familjen nattflyn. Inga underarter finns listade.